# Aeonium valverdense

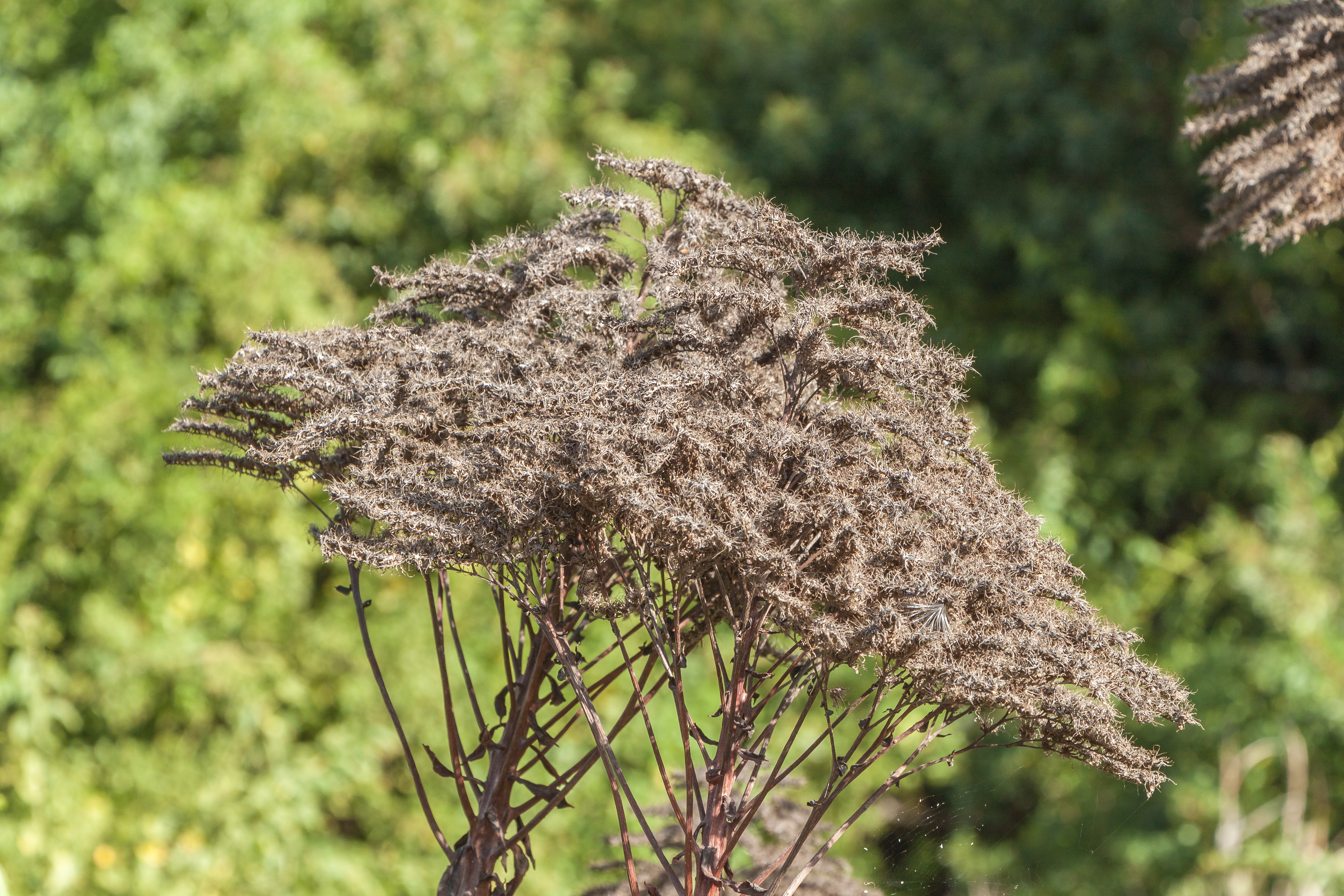
Fruchtstand

Aeonium valverdense ist eine Pflanzenart aus der Gattung Aeonium in der Familie der Dickblattgewächse (Crassulaceae).

## Beschreibung

### Vegetative Merkmale
Aeonium valverdense wächst als mehrjähriger, wenig verzweigter Halbstrauch und erreicht Wuchshöhen von bis zu 1 Meter. Die kahlen, netzartig gemusterten, aufsteigenden Triebe weisen einen Durchmesser von 10 bis 20 Millimeter auf und stehen in der Regel in Gruppen. Ihre ziemlich flachen Rosetten erreichen einen Durchmesser von 12 bis 25 Zentimeter. Innere Blätter sind aufsteigend. Die verkehrt eiförmigen grünen bis gelblich grünen, schwach flaumhaarigen Laubblätter sind 6 bis 12 Zentimeter lang, 4 bis 6 Zentimeter breit und 0,5 bis 0,8 Zentimeter dick. Zur Spitze hin sind sie zugespitzt und tragen manchmal ein aufgesetztes Spitzchen. Die Basis ist keilförmig. Der Blattrand ist mit mehr oder weniger geraden oder manchmal gebogenen Wimpern besetzt, die 0,8 bis 1,2 Millimeter lang sind. Die Blätter sind häufig rosa variegat.

### Generative Merkmale
Der kuppelförmige Blütenstand weist eine Länge von 10 bis 30 Zentimeter und eine Breite von 10 bis 25 Zentimeter auf. Der Blütenstandsstiel ist 5 bis 30 Zentimeter lang. Die sieben- bis neunzähligen Blüten stehen an einem 2 bis 4 Millimeter langen, schwach flaumhaarigen Blütenstiel. Ihre Kelchblätter sind schwach flaumhaarig. Die weißlichen, häufig rosa oder rötlich variegaten, lanzettlichen, zugespitzten Kronblätter sind 10 bis 12 Millimeter lang und 2 bis 2,5 Millimeter breit. Die Staubfäden sind schwach flaumhaarig.

## Systematik und Verbreitung
Aeonium valverdense ist auf El Hierro in Höhen von bis zu 800 Metern verbreitet.
Die Erstbeschreibung als Sempervivum valverdense durch Robert Lloyd Praeger wurde 1925 veröffentlicht. 1928 stellte er die Art in die Gattung Aeonium.

## Nachweise